# Too Short
Todd Anthony Shaw (28 de abril de 1966), mais conhecido por Too $hort, é um rapper americano que iniciou sua carreira aos 14 anos de idade em Oakland, Califórnia. Too $hort vendeu cerca de 11 milhões de álbuns nos Estados Unidos e possui 18 álbuns produzidos.

## Biografia
Too $hort nasceu Todd Anthony Shaw em 28 de abril de 1966 em South Central, Los Angeles, e foi criado em East Oakland, Califórnia. No início da década de 1980, Short começou a produzir raps personalizados (chamados "pedidos especiais") para as pessoas com seu amigo de escola, Freddy B. Em 1983, Too Short lançou seu primeiro álbum, "Don't Stop Rappin'", um EP de 5 faixas, na gravadora local 75 Girls. Este e seus próximos três lançamentos (Players, Raw, Uncut and X-Rated e Born to Mack) apresntaram simples batidas de caixas de ritmos. Em 1986, Too Short e Freddie B. fundaram a gravadora Dangerous Music para distribuir sua música regionalmente. Dangerous Music depois mudou de nome para Short Records, em seguida Up All Nite Records. Com o lançamento de "Life Is...Too Short" em 1989, $hort passou a usar vários samples de funk em suas batidas.

## Influência
Vários dos temas de Too Short são semelhantes aos das obras do autor Iceberg Slim. No entanto, Too $hort fez várias músicas incentivando as pessoas a sobreviver, interromper o uso de drogas, a não ser uma gangster e conseguir dinheiro. Tais canções incluem hits famosos, como "The Ghetto" e "Gettin 'It".
Too $hort influenciou muitos rappers que reivindicam a si mesmos como cafetões ou para viver a vida como cafetão assim como Snoop Dogg. Seu uso extravagante da palavra "Bitch" (Vadia, pronunciada como BeeITCH ou Biatch) que ele tem usado desde o Born to Mack, foi pego e imitado por vários outros rappers (e popularizado no mainstream por Snoop Dogg) e foi transformado em uma gíria popular utilizada em outras mídias, como rádio, televisão e filmes. Outros artistas ganharam muita influência de suas letras, que incluem Mac Dre, Snoop Dogg, E-40, Lupe Fiasco, 4-Tay Rappin', Mac Mall, Tha Dogg Pound, Jay-Z, MC Eiht, Spice 1, Eminem, Young Buck, Turf Talk, 50 Cent, UGK, TI, The Pack, O Luniz, Ludacris, entre inúmeros outros. Para o seu último álbum Too Short colaborou com muitos rappers do Sul como Lil Jon. Isso deu um novo ar de Dirty South e Crunk a suas músicas.

## Discografia
| Ano  | Título                                                                       | Posição nas paradas | Posição nas paradas | Certificação       |
| Ano  | Título                                                                       | U.S.                | U.S. R&B            | Certificação       |
| ---- | ---------------------------------------------------------------------------- | ------------------- | ------------------- | ------------------ |
| 1987 | Born to Mack - Lançado: 1987 - Gravadora: Jive                               | –                   | 50                  | - RIAA: Ouro       |
| 1988 | Life Is...Too Short - Lançado: 31 Janeiro, De 1988 - Gravadora: Jive         | 37                  | 9                   | - RIAA: 2× Platina |
| 1990 | Short Dog's in the House - Lançado: 1 Agosto, De 1990 - Gravadora: Jive      | 20                  | 3                   | - RIAA: Platina    |
| 1992 | Shorty the Pimp - Lançado: 14 Julho, De 1992 - Label: Jive                   | 6                   | 11                  | - RIAA: Platina    |
| 1993 | Get in Where You Fit In - Lançado: 23 Outubro, De 1993 - Gravadora: Jive     | 4                   | 1                   | - RIAA: Platina    |
| 1995 | Cocktails - Lançado: 24 Janeiro, De 1995 - Gravadora: Jive                   | 6                   | 1                   | - RIAA: Platina    |
| 1996 | Gettin' It - Lançado: 18 Junho, De 1996 - Gravadora: Jive                    | 3                   | 1                   | - RIAA: Platina    |
| 1999 | Can't Stay Away - Lançado: 13 Julho, De 1999 - Gravadora: Jive               | 5                   | 1                   | - RIAA: Ouro       |
| 2000 | You Nasty - Lançado: 12 Setembro, De 2000 - Gravadora: Jive                  | 12                  | 4                   | - RIAA: Ouro       |
| 2001 | Chase the Cat - Lançado: 20 Novembro, De 2001 - Gravadora: Jive              | 71                  | 14                  |                    |
| 2002 | What's My Favorite Word? - Lançado: 10 Setembro, De 2002 - Gravadora: Jive   | 38                  | 8                   |                    |
| 2003 | Married to the Game - Lançado: 23 Outubro, De 2003 - Gravadora: Jive         | 49                  | 7                   |                    |
| 2006 | Blow the Whistle - Lançado: 29 Agosto, De 2006 - Gravadora: Jive             | 14                  | 7                   |                    |
| 2007 | Get off the Stage - Lançado: 4 Dezembro, De 2007 - Gravadora: Jive           | 45                  | 21                  |                    |
| 2010 | Still Blowin' - Lançado: 6 Abril, De 2010 - Gravadora: Dangerous Music       | –                   | 70                  |                    |
| 2012 | No Trespassing - Lançado: 28 Fevereiro, De 2012 - Gravadora: Dangerous Music | –                   | -                   |                    |